# Theaterbeleuchtung

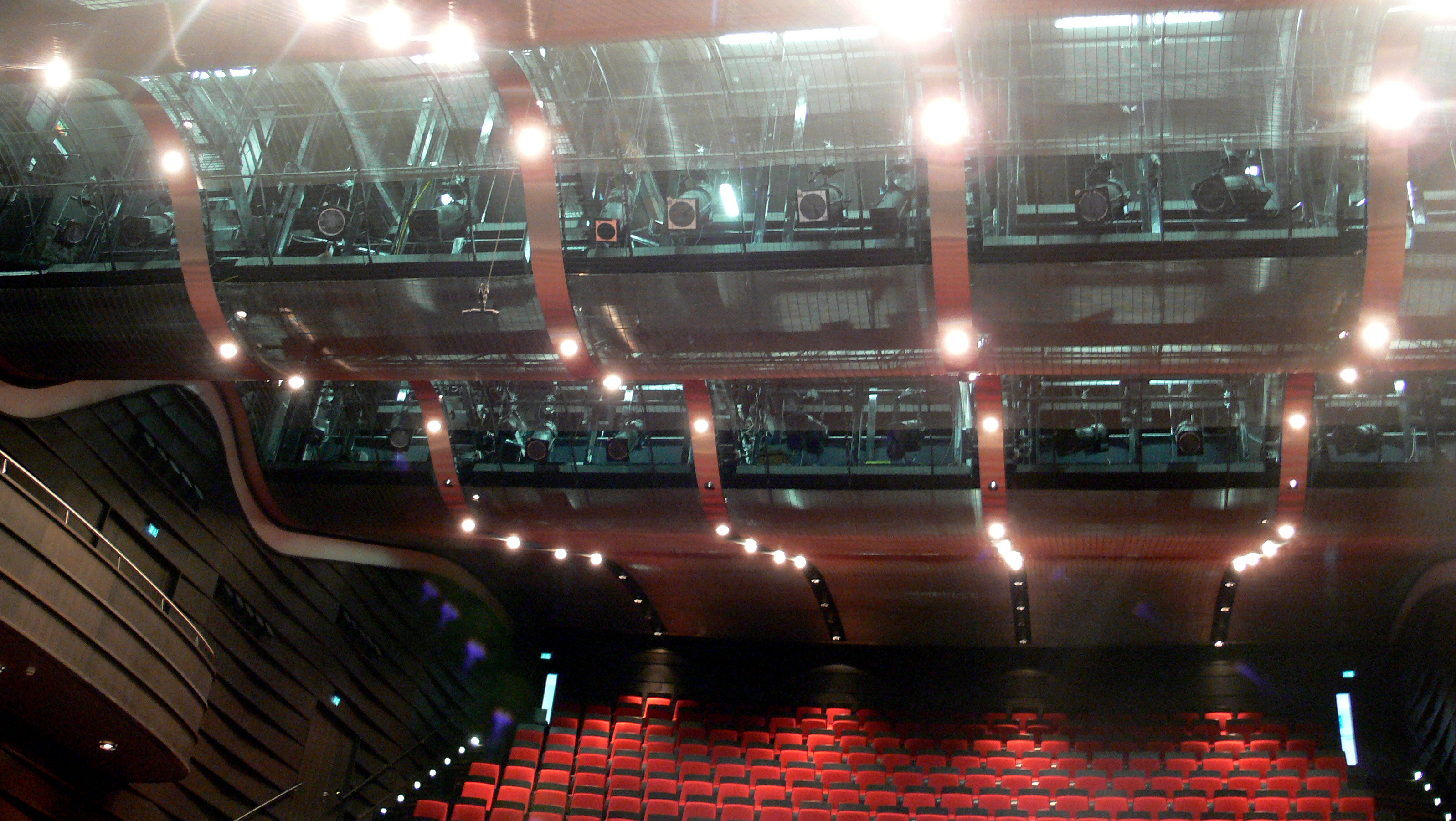
Bühnenbeleuchtung in der Decke des Zuschauerraums (Theater Bielefeld)

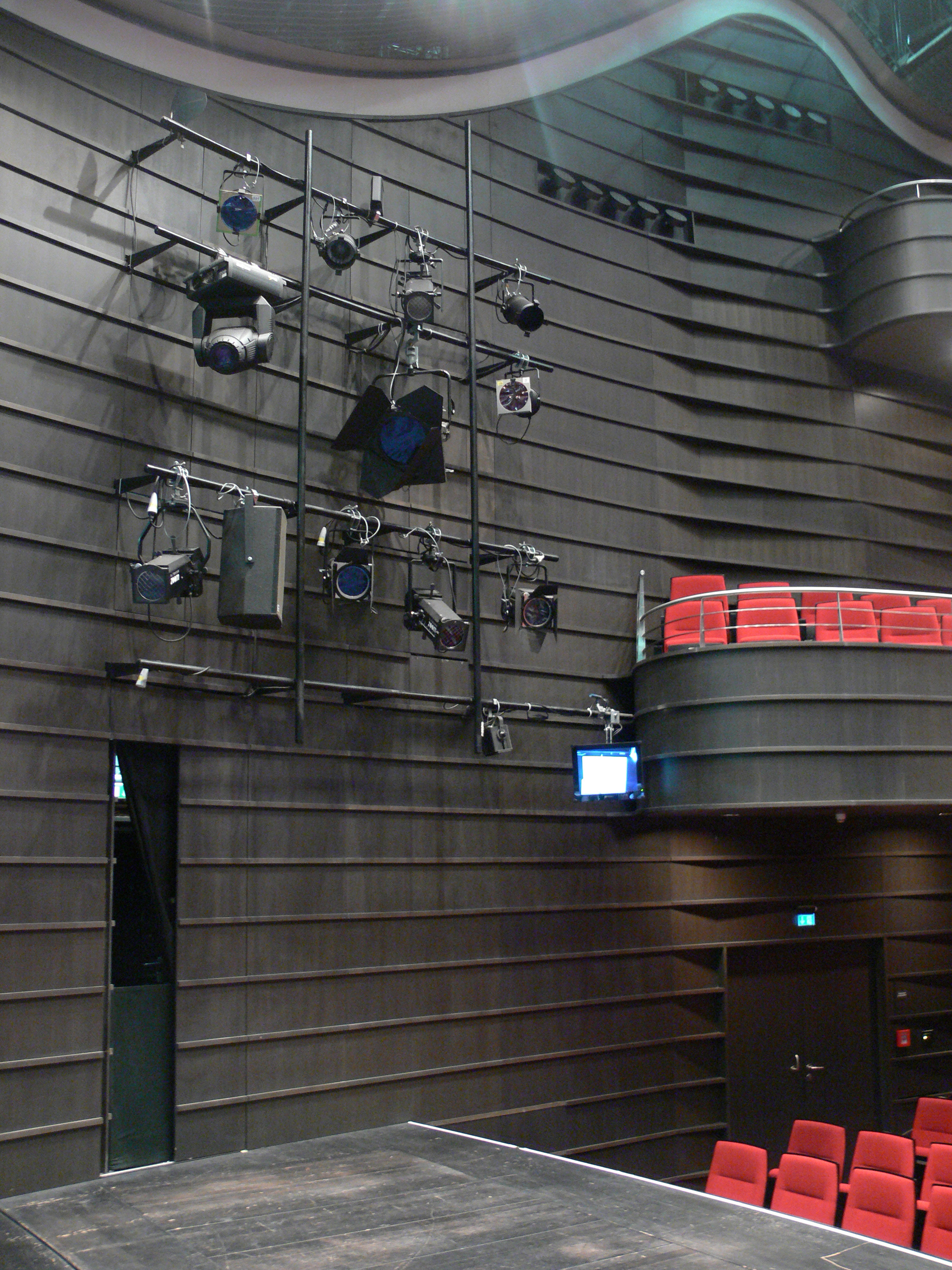
Bühnenbeleuchtung am Proszenium (Theater Bielefeld)

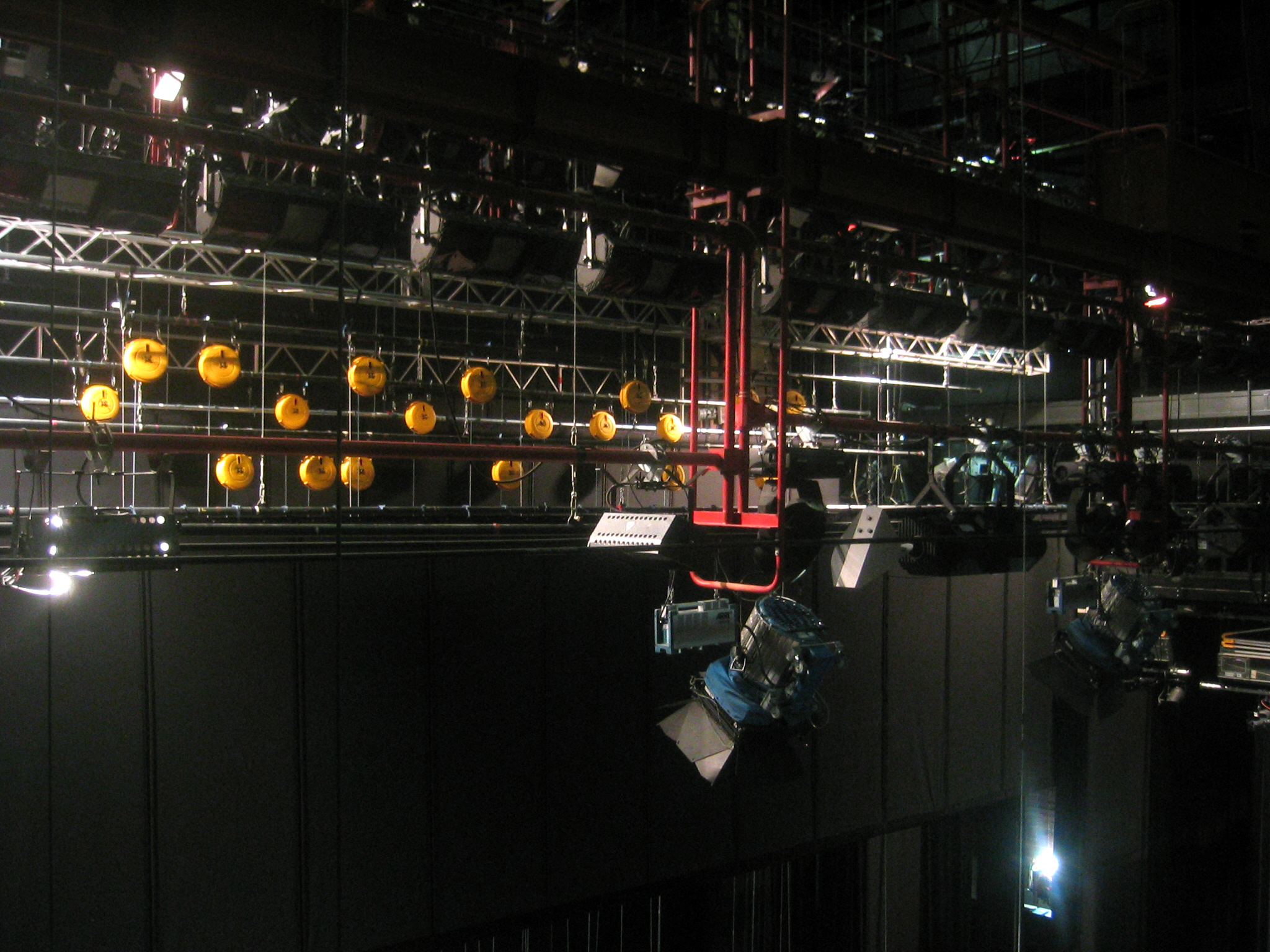
Bühnenbeleuchtung an der Oberbühne (Nationaltheater Mannheim)

Theaterbeleuchtung ist die Kunst der Beleuchtung von Bühnenstücken in allen Sparten des Theaters. Sie operiert (abgesehen vom Freilichttheater) ausschließlich mit Kunstlicht, der tageslichtfreie Raum ist eine der Grundvoraussetzungen für Theater.

## Geschichte
Ursprünglich handwerkliche Tätigkeit, die mit Öllampen, später Gasbeleuchtung ausgeführt wurde; nach der Einführung der elektrischen Leuchten reduzierte sich die Zahl der Theaterbrände erheblich.
Im Lauf der Zeit wurde eine immer komplexere Steuerungstechnik für die Scheinwerfer entwickelt, die Stellwerke (heute „Lichtmischpulte“) der Theater schließlich computerisiert.

## Parameter der Beleuchtung

### Leuchtrichtung
- Vorderlicht (ca. 45° zur Objektachse)
- Oberlicht (ca. 60° zur Objektachse)
- Kopflicht (ca. 0° zur Objektachse)
- Gegenlicht (ca. 60° zur Objektachse)
- Seitenlicht (ab ca. 3 Meter Höhe, ca. 45° zur Objektachse)
- Gassenlicht (0–3 m Höhe)
- Fußlicht (Rampenlicht): Die Rampe der Theaterbühne ist der vorderste erhöhte Rand des Bühnenbodens, welcher eine in Richtung der Zuschauer verdeckte Lampenreihe besitzt. Das Rampenlicht dient hauptsächlich der Erleuchtung der Bühne und der im Vordergrund agierenden Schauspieler.
- Horizontlicht/Hintergrundlicht (von unten und von oben möglich)

### Leuchtmittel
- Glühlampen
  - Glühlampen mit Wolframdraht
  - Halogen-Glühlampen
  - Niedervolt-Glühlampen
  - Linestra-Lampen
- Gasentladungslampen
  - Halogen-Metalldampflampen („HMI“)
  - Xenon-Lampen
  - Natriumdampflampe
  - Quecksilberdampflampen („HQI“)
  - Leuchtstoffröhren
  - UV-Lampen („Schwarzlicht“)
- Leuchtdioden (LED)

### Art der Streuung bzw. Bündelung des Lichts
- Profilscheinwerfer
- Parabolspiegel-Scheinwerfer
- Stufenlinsen-Scheinwerfer
- PC(Plan-Convex)-Linsen-Scheinwerfer
- PAR-Scheinwerfer
- Flächenscheinwerfer, „Fluter“ / „Washlight“
- Movinglights mit Spot-, Wash- oder Beamcharakter

### Farbe des Lichts
Durch farbige Filter, die vor die Lichtquelle gesetzt werden, kann man das Licht verschieden einfärben oder z. B. die einem Leuchtmittel eigene Färbung abmildern oder neutralisieren. Filter gibt es heute in allen erdenklichen Farben. Sind während einer Theateraufführung zahlreiche verschiedene Farben gewünscht, bedient man sich entweder verschiedener Vorsatzgeräte, die mehrere Farbfolien wechseln können („Farbwechsler“) oder mischt das gewünschte Licht aus Lampen mit verschiedenen Folien (Farbmischung). Hierbei dient in der klassischen Beleuchtung für natürlich wirkende Beleuchtung häufig die Reihe blau-weiß-gelb. Mit der additiven und subtraktiven Farbmischung lassen sich im Prinzip alle Farben mischen. Seit einigen Jahren gibt es auch Scheinwerfer, die computergesteuert automatisch die erwünschte Farbe erzeugen, sogenannte „Color Changer“ oder – wenn sie auch in ihrer Bewegung motorisiert sind – „Moving-Lights“.
In heutigen Scheinwerfern kommen vermehrt LEDs zum Einsatz, deren Farbmischung meist über rote, grüne und blaue LEDs erzeugt wird. Zusätzlich werden häufig weiße, bernsteinfarbene („amber“), UV-farbene oder limettengrüne LEDs hinzugefügt, um die gewünschten Farbwerte besser erzielen zu können. Den einzelnen LEDs ist dann meist eine gemeinsame Linse vorgesetzt, die das Lichtbild homogenisiert und den Abstrahlwinkel entsprechend anpasst.
Eine andere Möglichkeit ist, vor allem bei sehr leistungsstarken LED-Scheinwerfern in Movinglights und Verfolgerscheinwerfern, mit einer weißen Lichtquelle zu arbeiten, deren Farbe dann über Farbräder erzeugt wird, wie dies schon vor Aufkommen farbiger LEDs üblich war.

### Helligkeit
Die Helligkeit wird durch Dimmer geregelt oder – bei nicht dimmbaren Lampen – durch extra gesteuerte Vorsatzgeräte mit Lamellen oder Blenden.

### Projektion
Durch Vorsätze lässt sich das Licht verschiedenartig formen. Hierzu gehören:
- Lichtschablonen, Gobo genannt, die entweder geformte Lichtpunkte (Sterne, Linien o. Ä.) oder Strukturen (Blätter, Punkte) erzeugen und je nach Anwendung besonders künstliche oder auch natürlich wirkende Effekte erzielen. Gobos sind meist dünne Metallscheiben, aus denen die zu projizierende Form herausgelasert wurde. Üblich sind auch Glasgobos, mit denen dann auch farbige Bilder möglich werden.
- verschiedene bewegte Materialien, z. B. gelb-rot-farbige Stofflappen, die vor einer Rampe mit Ventilatoren in Bewegung gebracht, einen recht alten, klassischen Flammeneffekt erzeugen.
- Dias (vornehmlich Großbild-Dias im Format 18 cm × 18 cm), die z. B. auf einen Rückprospekt projiziert ganze Bühnenmalereien ersetzen können. Auch verschiedene Effekte wie Wasser-, Feuer- und Wolkenprojektionen lassen sich auf diesem Wege relativ einfach erzeugen. Filmscrolleinrichtungen können die Hintergrundprojektion so bewegen, dass im Zuschauerraum ein dynamischer Effekt der Szenerie entsteht.
- Filmprojektionen, entweder klassisch auf Folie, heute jedoch zunehmend mittels Videoprojektor („Beamer“).

### Bewegliches Licht
Scheinwerfer können bewegt werden, um sich auf der Bühne bewegende Darsteller aus einer dunkleren Umgebung hervorzuheben oder um Effekte zu erzielen. Ein Beispiel ist der klassische Verfolger, ein von einem Beleuchter bedienter Scheinwerfer, der von Hand gesteuert wird. Auch computergesteuerte, positionierbare Scheinwerfer (Scanner, Moving Heads), die sich für einen ganzen Theaterabend komplett programmieren und per DMX-Signal ansteuern lassen, werden im Theater zunehmend verwendet, da sie mit einem einzigen Gerät viele Positionen beleuchten und zusätzlich Farben und Muster projizieren können. Bei Veränderungen im Bühnenbild müssen Geräte dann nicht mehr von Hand neu eingerichtet werden.

## Berufspraxis
Am Theater und der Oper ist der Beleuchtungsmeister für den technischen Betrieb der Beleuchtungstechnik zuständig (oft gibt es noch weitere Hierarchiestufen); die „Beleuchtung“ mit den Beleuchtern ist Teil des technischen Stabes des Hauses. Oft wird die Einrichtung der Lichtgestaltung von einem dem künstlerischen Team zugehörigen (manchmal externen) Lightdesigner entworfen und geleitet. Der Gestalter ist dem Bühnenbildner zugeordnet oder gleichgestellt. Der Beleuchter des Theaters kann heute aus einer Vielzahl von Scheinwerfern auswählen und von nahezu jeder Ausgangsposition die Ausleuchtung der Bühne erreichen.

## Redewendungen und Aphorismen
- im Rampenlicht stehen = im Mittelpunkt des öffentlichen Interesses stehen
- „Wer im Rampenlicht steht, hat Mühe, das Publikum zu erkennen.“ (Walter Ludin [* 1945], Schweizer Journalist und Buchautor)